# Altes Rathaus (Innsbruck)

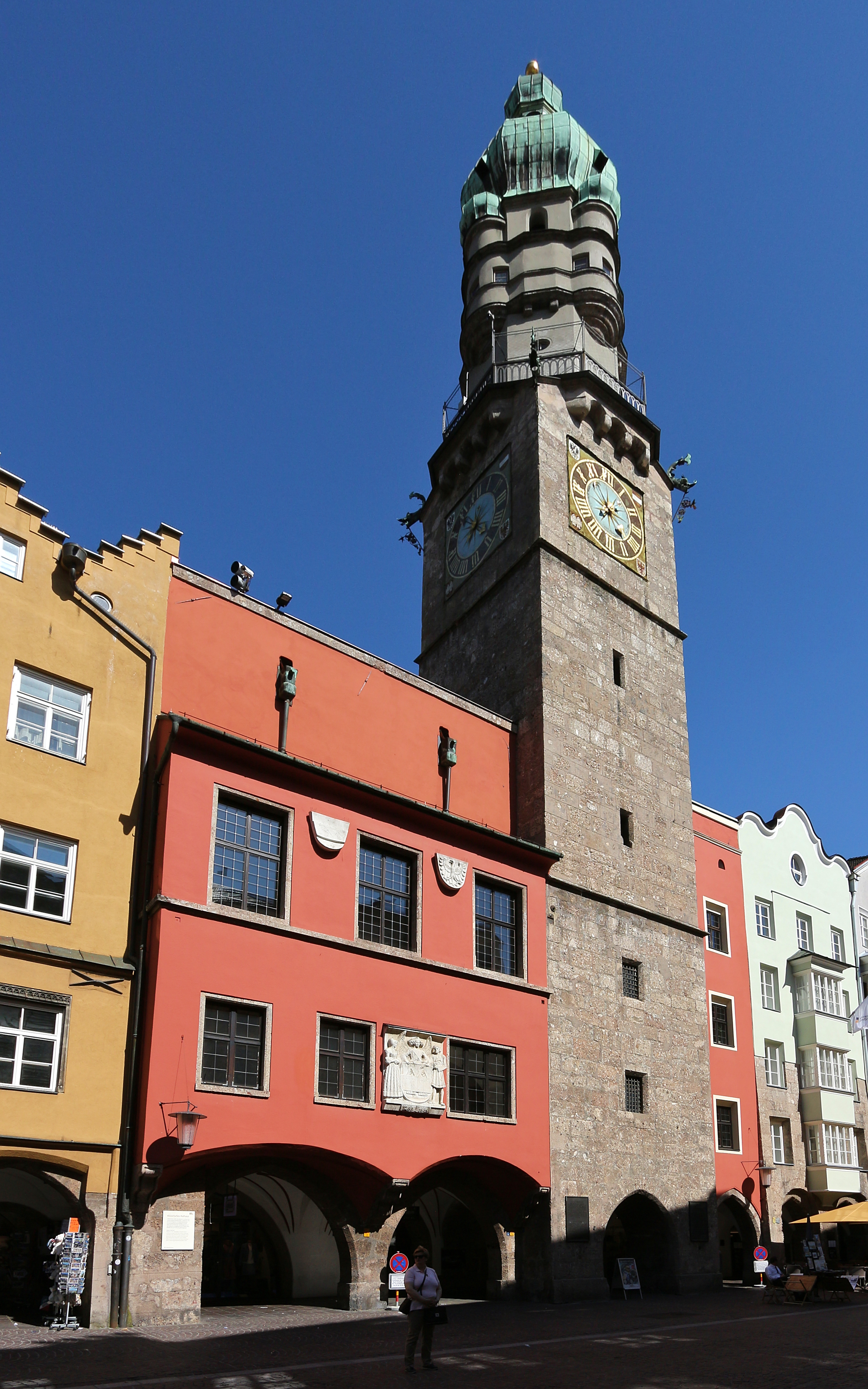
Altes Rathaus mit Stadtturm

Das Alte Rathaus steht in der Herzog-Friedrich-Straße in der Innsbrucker Altstadt. Das unter Denkmalschutz (Listeneintrag) stehende Gebäude diente von 1358 bis 1897 als Rathaus der Stadt Innsbruck.

## Geschichte

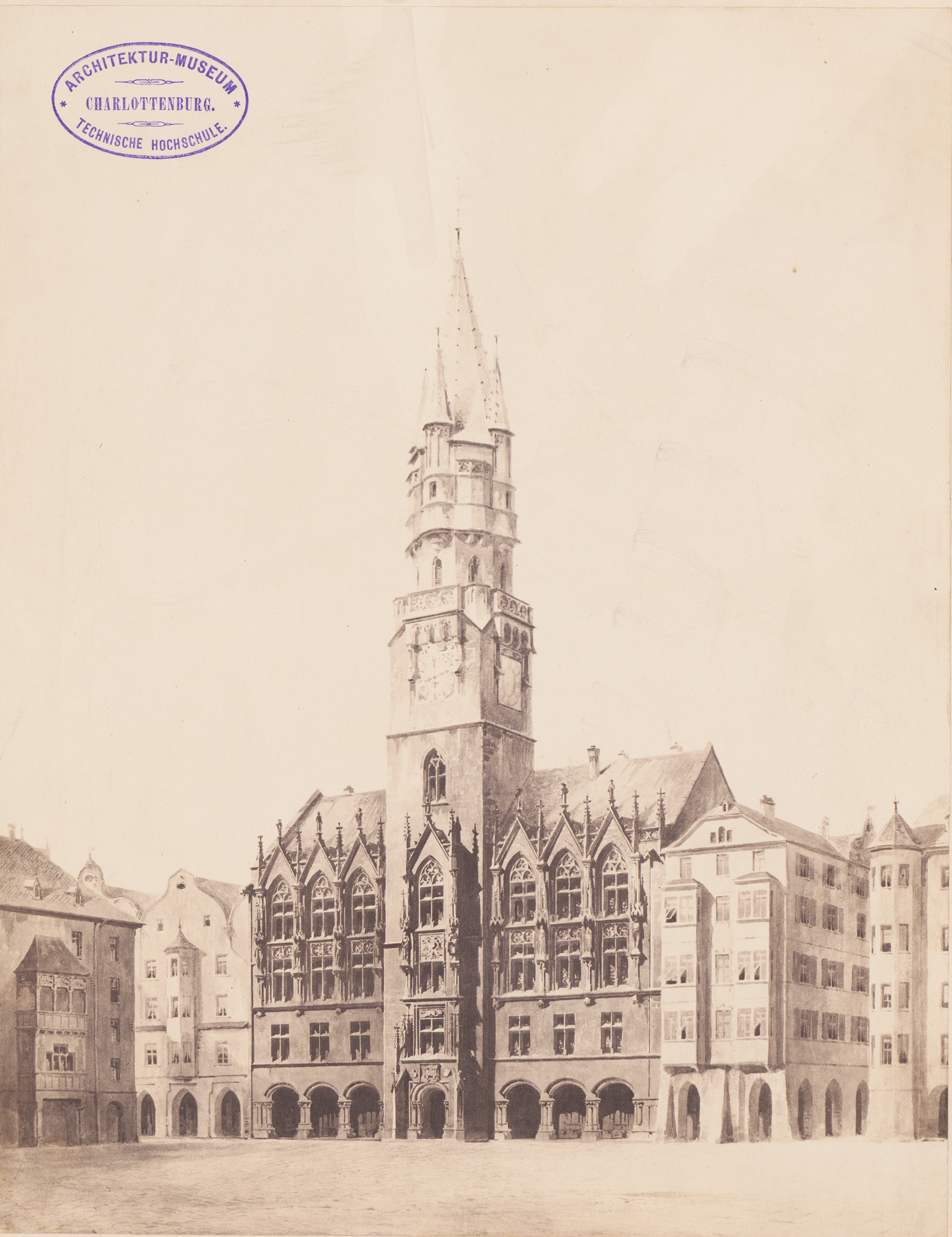
Nicht verwirklichter Umbauentwurf von Oskar Pichler (1864)

Die Amtsgeschäfte der Stadtverwaltung wurden ursprünglich in der jeweiligen Wohnung des Bürgermeisters, Stadtrichters oder Stadtschreibers abgewickelt. In der Mitte des 14. Jahrhunderts war der Verwaltungsaufwand so groß, dass ein eigenes Amtsgebäude benötigt wurde. Am 8. Mai 1358 gewährte daher der Landesfürst, Markgraf Ludwig der Brandenburger, einen Steuernachlass, der den Ankauf eines Bürgerhauses am Stadtplatz ermöglichte. Dieses wurde zum ersten Rathaus einer Tiroler Stadt umgebaut. Von 1442 bis 1450 wurde es durch Ankauf des südlich angrenzenden Hauses vergrößert und der Stadtturm erbaut. Zwischen 1450 und 1460 wurden ein weiteres schmales Haus südlich des Stadtturms erworben und die Lauben errichtet. 1496 wird eine eigene Ratstube („jnn der fürsichtigen ersamen vnnd weysen burgermeister vnnd rats zu Jnnspruggs hindern gewonlichen radstuben“) als Beurkundungsort erwähnt.
Ursprünglich hatte das Rathaus nur ein Obergeschoß und eine Mansarde sowie ein hohes Satteldach mit der Giebelfront zum Stadtplatz. Die heutige Gestalt erhielt es bei einem Umbau 1658. Das Gebäude war, wie damals bei vielen Rathäusern im deutschsprachigen Raum üblich, dreigeteilt: Im Erdgeschoß befanden sich eine Kaufhalle und die Brotbank, im ersten Obergeschoß die Ratsstube, die Verwaltungsräume des Stadtschreibers sowie das Stadtarchiv. Im zweiten Obergeschoß lag der 110 m² große repräsentative Bürgersaal. 1691 wurde das Rathaus nach Erdbebenschäden von Johann Martin Gumpp dem Älteren erneuert.
Im 19. Jahrhundert gab es mehrere Pläne zu einem Umbau des Rathauses. Ein um 1860 ausgeschriebener Wettbewerb sah ein neues Gebäude unter Beibehaltung der Lauben und des Stadtturms vor. Entwürfe lieferten unter anderem die deutschen Architekten Ludwig Bohnstedt, Oskar Pichler und Maximilian Nohl. Bohnstedt legte einen neugotischen Entwurf und einen nach italienischen Vorbildern vor. Der neugotische, an das Münchner Rathaus erinnernde Entwurf Pichlers wurde mit dem 2. Preis ausgezeichnet. Nach einem anderen Plan sollte der Neue Hof, an dessen Front sich das Goldene Dachl befindet, zum Rathaus umgebaut werden und mit neugotischen Treppengiebeln versehen werden. Keiner dieser Pläne in der Altstadt wurde verwirklicht. Stattdessen wurde das Rathaus 1897 durch das Neue Rathaus in der Maria-Theresien-Straße abgelöst und anschließend anderweitig genützt.
1936/37 wurde in umfangreichen Restaurierungsarbeiten durch Wilhelm Nicolaus Prachensky das zwischenzeitlich stark veränderte schlichte gotische Aussehen wiederhergestellt. Zum 800-Jahr-Jubiläum Innsbrucks im Jahr 1980 übersiedelten das Kultur- und Schulamt in das Alte Rathaus, das seither wieder als städtisches Amtsgebäude dient.

## Baubeschreibung

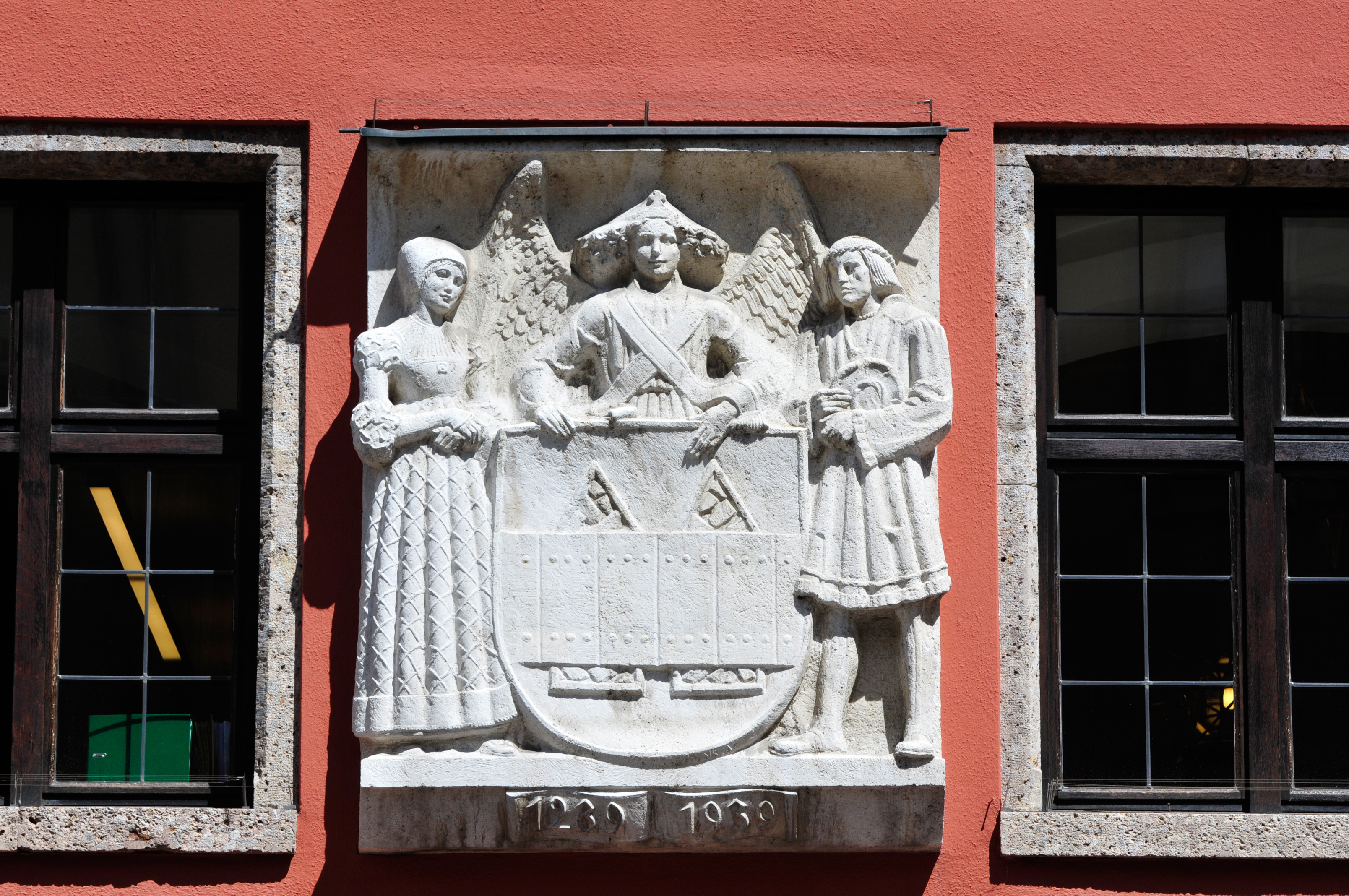
Relief des Stadtwappens an der Fassade

Das breite, weit in die Tiefe reichende Haus auf einem sich nach hinten verjüngenden Grundriss umfasst den Stadtturm heute an drei Seiten. Nördlich des Stadtturms weist es drei Fensterachsen auf, südlich davon eine. Der nördliche Teil besteht aus einem dreigeschoßigen Vorderhaus mit Blendmauer und einem viergeschoßigen Stöcklgebäude, die durch einen ebenerdigen Anbau verbunden sind. Erstes und zweites Obergeschoß des Vorderhauses treten über den Lauben aus der Straßenflucht vor und liegen in einer Ebene mit dem ebenfalls vortretenden Stadtturm. Die ältesten, aus mehreren Bauten zusammengewachsenen Bereiche des Erd- und ersten Obergeschoßes weisen ungleiche Fensterabstände und verschiedene Breiten und Formen der Laubenöffnungen auf.
Ein Relief an der Fassade im ersten Obergeschoß zeigt das Stadtwappen mit einem Engel als Schildhalter und ein Bürgerpaar in der Tracht des 16. Jahrhunderts, das 1939 zum 700-jährigen Gedenken an die Bestätigung des Stadtrechts von Hans Andre geschaffen wurde. Im zweiten Obergeschoß befinden sich zwischen den Fenstern Reliefs mit dem österreichischen Bindenschild und dem Tiroler Wappen.
Der Durchgang führt zu einem Innenhof mit Brunnen, der 1972 durch Ekkehard Hörmann neugestaltet wurde.

## Stadtturm
Der 56 m hohe Stadtturm wurde um 1450 gebaut. Ursprünglich mit einem spitzen Turmhelm versehen, erhielt er um 1560 eine Renaissance-Zwiebelhaube. Es handelt sich um den ältesten derartigen Bau in Österreich, der nach italienischen Vorbildern errichtet wurde. Er war Ausdruck des bürgerlichen Selbstbewusstseins gegenüber den im Neuen Hof residierenden landesfürstlichen Stadtherren. Der Türmer hatte auf Brandgefahren zu achten, nach Feinden Ausschau zu halten und für Ruhe zu sorgen.
Von der Turmgalerie in 33 m Höhe bietet sich ein Ausblick auf die Dächer der Stadt.